# Lejlja Adschametowa
Lejlja Iljassiwna Adschametowa (ukrainisch Лейля Ільясівна Аджаметова; * 9. März 1994 in Usbekistan) ist eine sehbehinderte ukrainische Leichtathletin und Olympionikin, die an den Paralympischen Sommerspielen 2016 in London und den Paralympischen Sommerspielen 2020 in Tokio teilnahm. Sie wurde Olympiasiegerin und mehrfache Weltmeisterin in den Sprintdisziplinen der Startklasse T13.

## Karriere
Im Mai 2016 nahm Adschametowa am Leichtathletikwettkampf Nottwil Grand Prix in der Schweiz teil und gewann das Finale gegen die amtierende Weltmeisterin Ilse Hayes. Kurz danach gewann sie die beiden Rennen über 100 und 200 m (T13) beim Großen Preis von Berlin und stellte über die 200-m-Distanz einen neuen Europarekord auf. Anschließend nahm sie an den Paralympischen Sommerspielen 2016 in Rio teil und wurde Olympiasiegerin über 100 m (T13) mit der neuen Weltrekordzeit von 11,79 s der gleichzeitig neuer Europarekord wurde. Bei ihrer Teilnahme im 400 m (T13) Wettkampf wurde sie in einer Zeit von 56,60 s Dritte und gewann die Bronzemedaille.
Bei den Leichtathletik-Weltmeisterschaften der Behinderten 2017 in London wurde Adschametowa Weltmeisterin über die drei Sprintstrecken 100, 200 und 400 m (T13) und gewann drei Goldmedaillen. Im Rennen über 200 m (T13) stellte sie einen neuen Europarekord in der Zeit von 24,63 s auf. Einen Tag später lief sie im 100 m (T13) Finale einen neuen Meisterschaftsrekord in der Zeit von 12 s.
Im November 2019 nahm sie an den Leichtathletik-Weltmeisterschaften der Behinderten 2019 in Dubai teil und konnte ihre Weltmeistertitel über die 100 und 200 m (T13) verteidigen und zwei Goldmedaillen gewinnen. Die Titelverteidigung über die Distanz von 400 m (T13) misslang denkbar knapp und sie wurde Dritte im Finalwettkampf. Im Vorrundenlauf über 400 m (T13) am 7. November 2019 erreichte sie eine Zeit von 59,28 s und im Finale am gleichen Tag eine Zeit von 57,55 s. Den Vorrundenlauf über 100 m (T13) am 10. November 2019 absolvierte sie in einer Zeit von 12,14 s und den Finallauf am gleichen Tag gewann sie mit der Zeit von 12,19 s. Den zweiten Weltmeistertitel über die 200 m (T13) Distanz gewann sie am 12. November 2019 im Finale mit einer Zeit von 24,35 s.
Ihre zweite Teilnahme an Paralympischen Sommerspielen mit der ukrainischen Delegation war im August 2021 in Tokio. Im Finale über 100 m (T13) am 31. August 2021 erreichte sie den sechsten Platz nachdem sie im zweiten Vorrundenlauf am gleichen Tag noch die zweitbeste Zeit gelaufen war. Die Teilnahme über die 400 m (T13) Distanz war nicht erfolgreich und sie schied im ersten Vorrundenlauf am 2. September 2021 ohne Wertung aus dem paralympischen Wettkampf aus.